# Ingrid Lauterbach
Ingrid Lauterbach (* 6. Juni 1960) ist eine deutsch-englische Schachspielerin. Seit 1987 ist sie Internationale Meisterin der Frauen (WIM). Am 20. Mai 2023 wurde sie zur Präsidentin des Deutschen Schachbundes gewählt.

## Nationalmannschaft
Ingrid Lauterbach nahm an drei Schacholympiaden der Frauen teil, und zwar 1990 für die bundesdeutsche Auswahl sowie 2008 und 2010 für das englische Aufgebot. Mit England nahm sie außerdem an den Mannschaftseuropameisterschaften der Frauen 1999, 2005, 2007 und 2009 teil.

## Vereine
Lauterbach spielte in der deutschen Bundesliga in der Saison 1987/88 für den Münchener SC 1836 und in der Saison 1990/91 für Grundig Nürnberg. In der Frauenbundesliga spielte sie von 1992 bis 1995 und von 1997 bis 1999 für den Hamburger SK, in der Saison 1995/96 für den Krefelder Schachklub Turm 1851, in der Saison 1999/2000 für den SV Fortuna Regensburg, von 2000 bis 2005 und von 2007 bis 2013 für die Karlsruher Schachfreunde und von 2013 bis 2019 für die SF Deizisau. In der Saison 2022/23 spielte sie beim SV 1920 Hofheim in der 2. Frauenbundesliga. In der britischen Four Nations Chess League spielte Lauterbach in der Saison 1993/94 für Covent Garden und von 1994 bis 1996 für die Mannschaft des British Chess Magazine; seit 1997 ist sie für die erste und zweite Mannschaft des Barbican Chess Club aktiv, mit dem sie auch dreimal am European Club Cup teilnahm.

## Privates
Ingrid Lauterbach arbeitet als Expertin für Informationssicherheit für die Deutsche Bank. Seit Ende 2020 ist sie mit dem Schachgroßmeister Klaus Bischoff verheiratet.